# Açude Acarape do Meio
Açude Acarape do Meio är en reservoar i Brasilien.   Den ligger i delstaten Ceará, i den östra delen av landet, 1 600 kilometer nordost om huvudstaden Brasília. Açude Acarape do Meio ligger 208 meter över havet.
Omgivningarna runt Açude Acarape do Meio är huvudsakligen savann. Runt Açude Acarape do Meio är det ganska tätbefolkat, med 129 invånare per kvadratkilometer.